# Nothrus seychellensis
Nothrus seychellensis är en kvalsterart som beskrevs av Warburton 1912. Nothrus seychellensis ingår i släktet Nothrus och familjen Nothridae. Inga underarter finns listade i Catalogue of Life.